# بيل بيكويذ
بيل بيكويذ (بالإنجليزية: Bill Beckwith)‏ هو مقدم تلفزيوني أمريكي، ولد في 27 يونيو 1975 في Warren, Maine ‏ في الولايات المتحدة، وتوفي في 2 ديسمبر 2013 في سان فرانسيسكو في الولايات المتحدة.